# 凯瑟琳·奥克森伯格
凯瑟琳·奥克森伯格（Catherine Oxenberg 1961年9月22日—）是一名美国女演员，以在《錦繡豪門》中出演阿曼达·卡灵顿出名。她的母亲是南斯拉夫的伊丽莎白公主。

## 生平
她出生于纽约市，但是是在伦敦长大的。她的母亲是南斯拉夫的伊丽莎白公主，父亲霍华德·奥克森伯格是一名犹太商人。她曾就读于哈佛大学和哥伦比亚大学。1982年以在电影《查尔斯和戴安娜的罗曼史》中饰演戴安娜而出道，1984年参演《錦繡豪門》。